# Петранич Сергій Михайлович
Сергій Михайлович Петранич (угор. Petranics Szergej; нар. 18 серпня 1972, Хуст, Закарпатська область, Україна) — український та угорський футболіст, воротар.

## Клубна кар'єра
Дебютував за команду «Андезит» із Хуста (нині «Фетровик»), грав на аматорському рівні за вище вказаний клуб та команду «Ялинка» з Великого Бичкова. За команду «Демечер» грав у 2-му та 3-му дивізіонах чемпіонату Угорщини, зіграв 7 матчів у 3-му дивізіоні у сезоні 1997/98 років, 34 матчі у сезоні 2000/2001 (14 + 20, грав у другому та у третьому дивізіоні) та 17 матчів у сезоні 2002/03 років (другий дивізіон). У сезоні 2002/2003 дебютував також за клуб «Бакталорантхаза» (15 матчів у зоні «Схід» 2-го дивізіону Угорщини), виступав за який до 2007 року у Другому дивізіоні (сезон 2004/05 років – 27 матчів, сезон 2005/06 років — 25 матчів, сезон 2006/07 років — 30 матчів).
З 2007 по 2017 роки грав за клуб «Кішварда» (раніше — «Варда»), провів сезони 2007/2008 та 2008/2009 у Третьому дивізіоні Угорщини (після вильоту клуб грав на аматорському рівні). У сезоні 2012/2013 років клуб виграв стикові матчі за вихід у Другий дивізіон, а Сергій зіграв у обох стикових зустрічах. У сезоні 2013/2014 провів лише 5 матчів у Другому дивізіоні, а також 4 матчі у Кубку угорської ліги (груповий етап, група A). За команду грав у кубку Угорщини у сезонах 2008/09 (1 матч), 2009/10 (1 матч), 2012/13 (2 матчі), 2013/2014 (3 матчі), 2014/15 (3 матчі), 2015/16 (1 матч), 2016/17 (1 матч).
Сезон 2017/18 років провів у клубі «Ладаньї Торна» з міста Мезеладань, у 2018/20 роках =заявлений у дубль «Кішварди» (два кубкові матчі в сезоні 2019/20 років).

## Кар'єра в збірних
У 2018 році Петранич потрапив у заявку збірної Закарпаття на чемпіонат світу ConIFA (конфедерація збірних невизнаних держав та малих народів), який проходив у Лондоні, а закарпатські гравці здобули на турнірі перемогу. На момент старту турніру Петранич не мав чинних контрактів з клубами.
Виступ збірної Закарпаття призвів до скандалу в Україні та звинувачень на адресу гравців у підтримці сепаратистського руху. Петранич як уродженець України отримав довічну дискваліфікацію від УАФ та позбавлений права виступати в українських змаганнях, а також потрапив на сайт «Миротворець».

## Кар'єра тренера
У сезоні 2017/18 років був тренером воротарів клубу «Циганд» (команда грала у 3-му дивізіоні Угорщини). У 2018 році входив до тренерського штабу «Кішварди» (головний тренер – Ласло Дайка).
Наприкінці 2019 року отримав у Києві тренерську ліцензію УЄФА категорії A – найвищу для воротарів. З 2020 року — тренером дитячих команд академії клубу «Кішварда». 

## Особисте життя
Станом на 2019 рік поєднував виступи у дублі «Кішварди» з роботою пожежником. Має українське та угорське громадянства.